# إغناثيو باور
إغناثيو باور (بالإسبانية: Ignacio Bauer) هو مصرفي ورائد أعمال إسباني، ولد في 1828 في بودابست في المجر، وتوفي في 1895 في مدريد في إسبانيا.